# Колов, Сергей Петрович
Серге́й Петро́вич Колов (1947—2020) — русский советский писатель, искусствовед и культуролог. Член Союза журналистов СССР (с 1985 года). Секретарь Правления Союза писателей СССР (1981—1991). Академик РАХ (2013)

## Биография
Родился 4 июля 1947 года в Москве.
С 1963 по 1966 год обучался в Ленинградском высшем мореходном училище. С 1966 по 1971 год плавал на морских судах Мурманского морского пароходства в советском союзе и в зарубежных странах. С 1971 по 1976 год обучался на историческом факультете Мурманского педагогического института, по окончании которого получил специализацию преподаватель исторических дисциплин.
С 1976 по 1981 год работал в Ленинском районном комитете партии города Мурманска в должностях: инструктора и заведующего отдела культуры, печати и средств массовой информации. В 1981 году без отрыва от основной деятельности окончил Ленинградскую высшую партийную школу. С 2001 по 2011 год Колов работал в должности главного советника по вопросам культуры Аппарата полномочного представителя Президента Российской Федерации в Центральном Федеральном округе. С 2011 по 2016 год — заместитель президента Российской академии художеств по общим вопросам.
С 1981 по 1991 год — секретарь Правления Союза писателей СССР. Член Союза писателей СССР и Союза журналистов СССР с 1985 года. С 1980-х годов Колов начал заниматься литературным творчеством, его публицистика и статьи в области культурологии печатались в таких журналах как: «Огонёк», «Юность», «Советский воин» и «Молодая гвардия». Колов был автором таких библиографических сборников как: «Писатели Москвы» и «Советские писатели: Автобиографии», а также таких литературных трудов как «Постижение времени: по страницам современной прозы о человеке труда», «Армия и литература» и «Лица современников: заметки публициста». Его литературные труды издавались в таких ведущих издательствах как: «Правда», «Советский писатель», «Гослитиздат», «Воениздат», «Московский рабочий» и «Молодая гвардия».
В 2013 году С. П. Колов был избран академиком РАХ по Отделению искусствознания и художественной критики.
Скончался 10 мая 2021 года в Москве на 73-м году жизни

## Награды
- Орден «Знак Почёта» (1986)
- Медаль ордена «За заслуги перед Отечеством» II степени (2008[6])